# Thomas Regnaudin

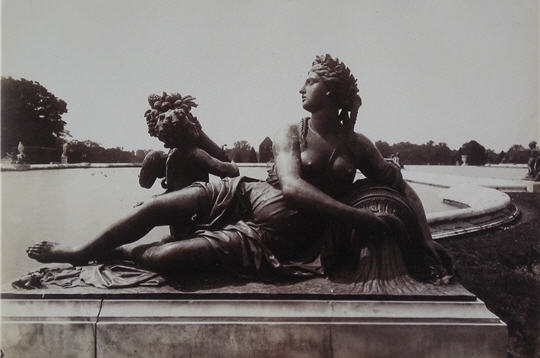
El Loiret,de Regnaudin en el extremo oriental del estanque Sur del Parterre del Agua en los jardines del Palacio de Versalles. Foto de Eugene Atget (1902)

Thomas Regnaudin (bautizado en Moulins el 18 de febrero de 1622 - fallecido en París, 3 de julio de 1706) fue un escultor francés.
Hijo de un picapedrero tuvo como profesor en París a François Anguier, desenvolviéndose en el estilo barroco del norte de Francia. Algunas de las obras realizadas por Regnaudin fueron incorporados a la «Galería de Apolo» del museo del Louvre.
Fue admitido como miembro de la Academia Real de París, donde presentó un relieve en mármol de San Juan Bautista y en la que ejerció como profesor en 1658.
En colaboración con François Girardon realizó un gran grupo escultórico Apolo servido por las ninfas(1667- 1675). En el jardín de las Tullerías se encuentra su obra Saturno raptando a Cibeles, pero donde se encuentran más esculturas de este artista es en los jardines del palacio de Versalles.

## Obras

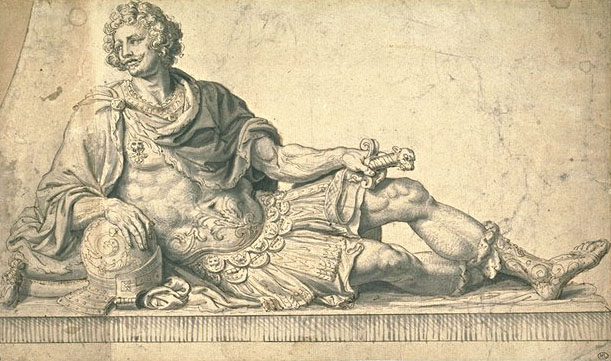
Dibujo del Monumento a Enrique II de Montmorency en Moulins.

Es también el autor de las siguientes obras:
- Monumento a Enrique II de Montmorency en Moulins, con François Anguier.
- Tres ninfas, gruta de Tetis, jardín del Palacio de Versalles.
- Apolo atendido por las ninfas, bajo la dirección de por François Girardon
- Decoración de la estanques de las cuatro estaciones:

El Otoño,
de los Cuatro raptos: Saturno raptando a Cibeles,
El Loira
El Loiret, para el Parterre del Agua del palacio de Versalles.
- Puerta de madera tallada para la mansión[2] de Jean-Baptiste Amelot de Bisseuil (1612-1688), rue Vieille du Temple, en el IV Distrito de París, panel con la cabeza de Medusa.[3]

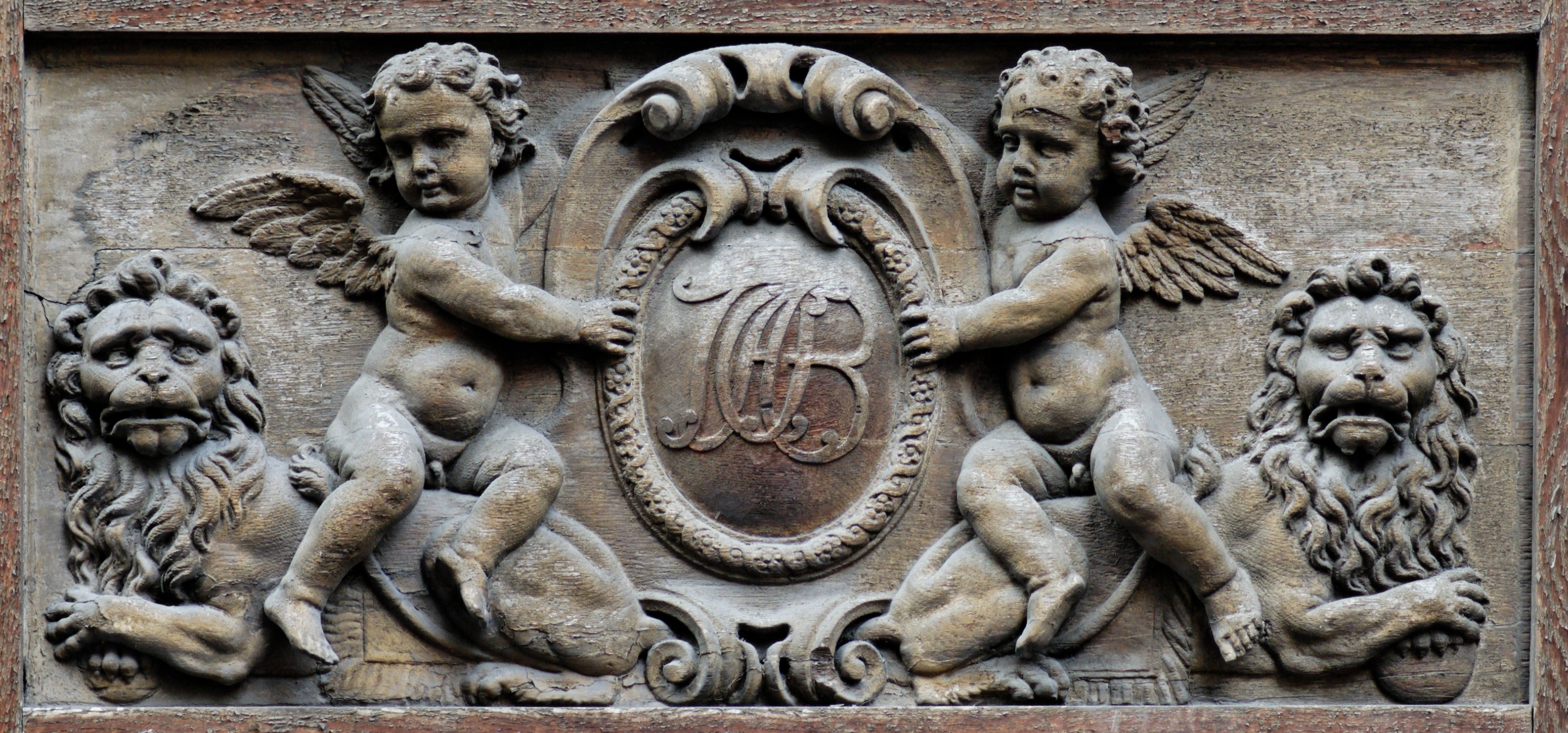
Cartucho con el monograma de Jean-Baptiste Amelot de Bisseuil. Madera tallada , hacia 1660, .
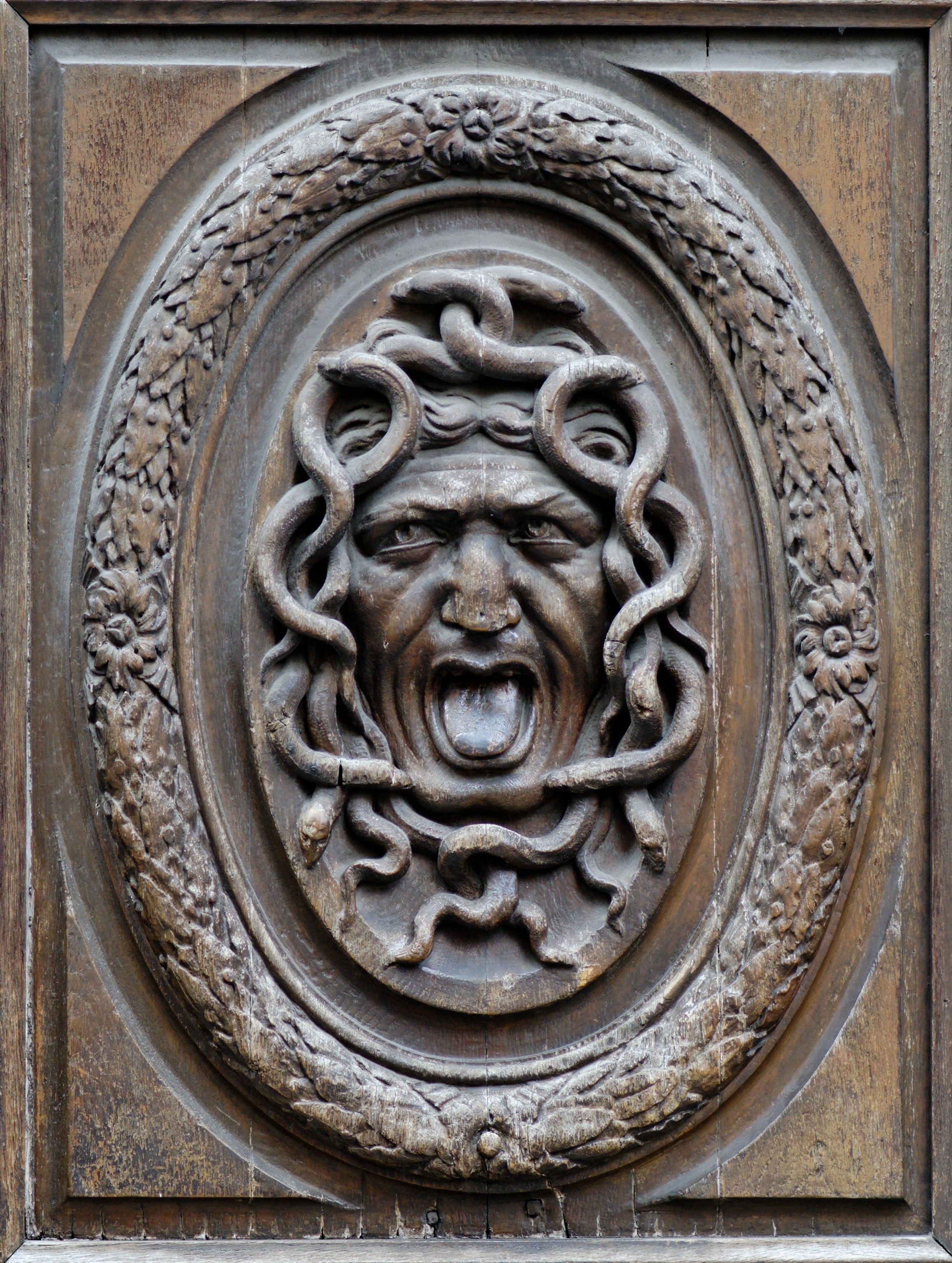
Medusa, decoración de uno de los paneles del portal del Hôtel Amelot de Bisseuil

(pinchar sobre la imagen para agrandar) 